# 斯图利内韦 (村庄)
47°13′24″N 36°5′14″E / 47.22333°N 36.08722°E
斯圖利內韋（烏克蘭語：Стульневе）是位於烏克蘭東南部的村莊，由扎波羅熱州別爾江斯克區的切爾尼希夫卡市鎮負責管轄。該村處於托克馬克河畔，距離切爾尼希夫卡1公里，始建於1835年，面積3.24平方公里，海拔高度98米，2001年人口674。